# Radium-224
Radium-224 of 224Ra is een instabiele radioactieve isotoop van radium. Radium is een aardalkalimetaal waarvan op Aarde alleen sporen voorkomen in ertslagen met uranium of andere actiniden.
Radium-224 kan ontstaan door radioactief verval van thorium-228 en francium-224.
{\displaystyle {\ce {{^{228}_{90}Th}->{^{224}_{88}Ra}+\,_{2}^{4}\alpha }}}
{\displaystyle {\ce {{^{224}_{87}Fr}->{^{224}_{88}Ra}+{e^{-}}+{\bar {\nu }}_{e}}}}

## Radioactief verval
Radium-224 vervalt geheel naar de radio-isotoop radon-220 onder uitzending van alfastraling:
{\displaystyle {\ce {{^{224}_{88}Ra}->{^{220}_{86}Rn}+\,_{2}^{4}\alpha }}}
De halveringstijd bedraagt ongeveer 3,63 dagen. 
201Ra · 202Ra · 203Ra · 203mRa · 204Ra · 205Ra · 205mRa · 206Ra · 207Ra · 207mRa · 208Ra · 208mRa · 209Ra · 210Ra · 210mRa · 211Ra · 212Ra · 212m1Ra · 212m2Ra · 213Ra · 213mRa · 214Ra · 215Ra · 215m1Ra · 215m2Ra · 215m3Ra · 216Ra · 217Ra · 218Ra · 219Ra · 220Ra · 221Ra · 222Ra · 223Ra · 224Ra · 225Ra · 226Ra · 227Ra · 228Ra · 229Ra · 230Ra · 231Ra · 231mRa · 232Ra · 233Ra · 234Ra · 235Ra